# Park Babelsberg
Der Park Babelsberg ist eine rund 124 Hektar große Grünfläche im Potsdamer Stadtbezirk Babelsberg. Die Anlage gehört wie der Neue Garten und der Park Sanssouci zum Ensemble der Berlin-Potsdamer Schlossparks. Der Park wurde um das Schloss Babelsberg, die ehemalige Sommerresidenz Kaiser Wilhelms I. und seiner Frau Augusta, angelegt. Das zum See abfallende, hügelige Gelände als Parklandschaft gestaltete ab 1833 der Gartenarchitekt Peter Joseph Lenné, ab 1842/1843 dann Fürst Hermann von Pückler-Muskau. Die Anlage grenzt an den Tiefen See der Havel und den Glienicker See an. Am 22. September 1862 führte Wilhelm I. im Park eine Unterredung mit Otto von Bismarck. Infolge des Gespräches wurde dieser zum preußischen Ministerpräsidenten ernannt. Seit 1990 gehört der Park zum UNESCO-Weltkulturerbe.

## Geschichte
Prinz Wilhelm strebte – nachdem Schloss Glienicke für seinen Bruder Carl und Schloss Charlottenhof für seinen Bruder Friedrich Wilhelm IV. errichtet wurden – ebenfalls den Bau eines eigenen Wohnsitzes an. Unterstützung für dieses Vorhaben erhielt er von dem Gartenarchitekten Peter Joseph Lenné, der die Umgebung Potsdams in ein Gesamtkunstwerk verwandeln wollte und so die Möglichkeit sah, Babelsberg als östlichen Abschluss gartenkünstlerisch zu verändern und einzubeziehen.
König Friedrich Wilhelm III. gab Prinz Wilhelm 1833 die Erlaubnis zur Anlage eines Gartens. Noch im gleichen Jahr erhielt Karl Friedrich Schinkel den Auftrag zur Planung des Schloss Babelsberg.
Die finanziellen Mittel waren knapp, sodass Lenné mit seiner Arbeit nur langsam vorankam. Ein heißer Sommer ließ seine Anpflanzungen zum großen Teil vertrocknen, da ein Bewässerungssystem fehlte. Hinzu kamen Konflikte zwischen ihm und Prinzessin Augusta, da beide verschiedene Vorstellungen vom zukünftigen Garten hatten. Die Folge war die Entlassung Lennés.
Im Jahr 1843 erhielt der ehemalige großherzoglich-weimarische Adjutant und erfolgreiche Reiseschriftsteller, Fürst Hermann von Pückler-Muskau den Auftrag zur weiteren Gestaltung des Parks. Er sah in der Leitung insbesondere ein Mittel, um seinem aristokratischen Rang Anerkennung zu verschaffen: Der preußische König Friedrich Wilhelm III. hatte Pückler nämlich erst 1822 in den Fürstenstand erhoben. Trotz seiner hochadligen Stellung wandelte die Krone seine Standesherrschaft jedoch nicht in ein Fürstentum um. Aus diesem Grund warb Pückler um die Gunst des preußischen Königshofes. In Prinz Wilhelm und seiner Frau Augusta fand er Unterstützer. Pückler kritisierte vor allem Lennés Parkkonzept in einer 1842 verfassten Streitschrift, die Unterthänigste Promemoria. Sie war direkt an Wilhelm und Augusta adressiert. Pückler war Augusta, die aus dem Haus Sachsen-Weimar-Eisenach stammt, bekannt.

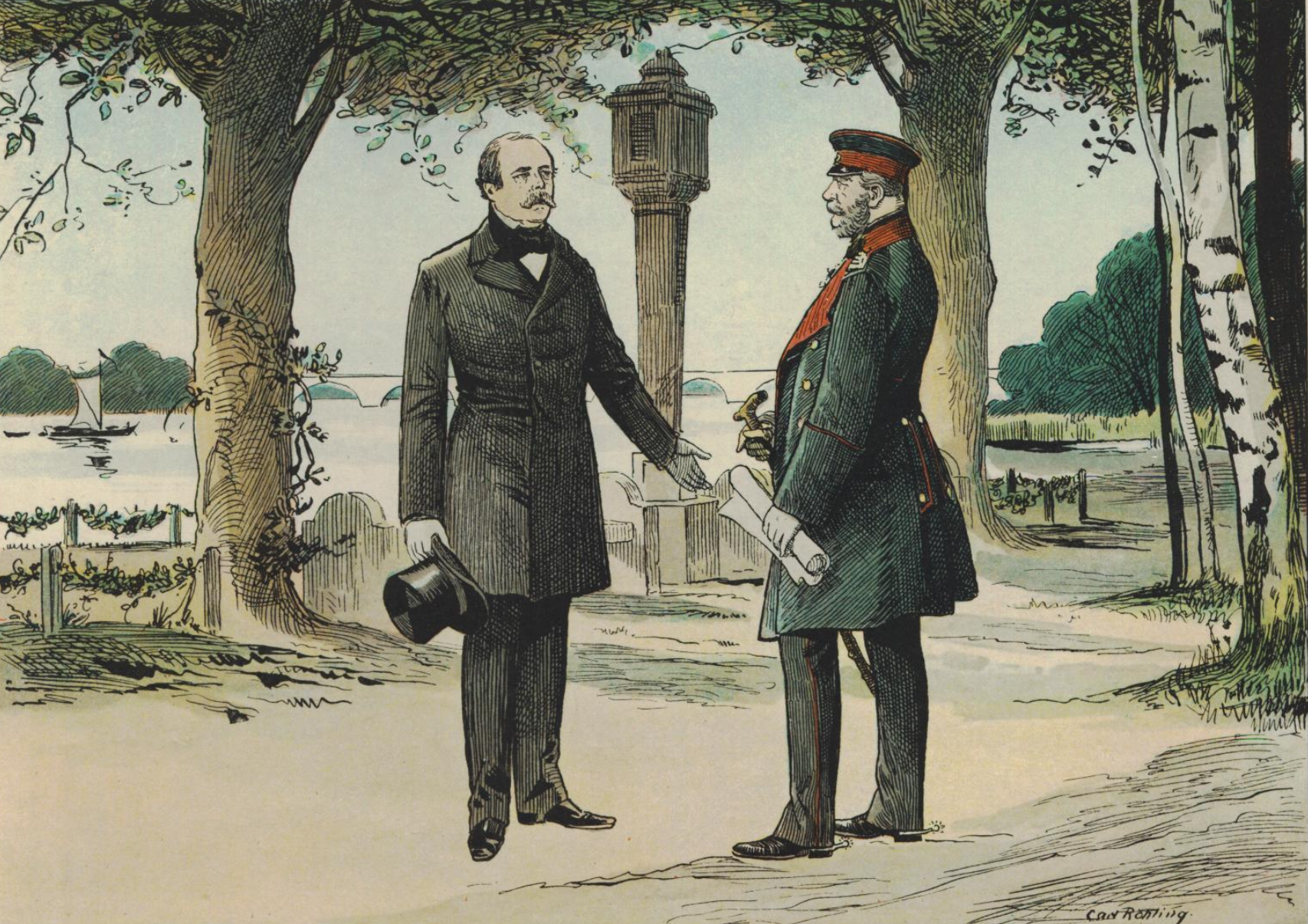
König Wilhelm I. (rechts) führt im Park Babelsberg bei Potsdam eine Unterredung mit Otto von Bismarck (links). Der Monarch hält in seiner linken Hand ein Regierungsprogramm, auf das er Bismarck verpflichten will. Infolge des Gespräches ernannte der König Bismarck zum preußischen Ministerpräsidenten. (Lithographie nach einer Zeichnung von Carl Röhling, Die Hohenzollern in Bild und Wort, Verlag von Martin Oldenbourg, Berlin 1899, S. 40)

Das von Lenné entworfene Wegesystem mit Ausblicken in die Potsdamer Landschaft wurde von Pückler-Muskau beibehalten, allerdings durch ein Netz schmalerer Wege ergänzt. Die Böschung und Terrasse am Schloss vergrößerte er durch umlaufende Terrassen. Im von seinem Vorgänger begonnenen Pleasureground unterhalb des Schlosses entstanden geschwungene Spazierwege und die Beete erhielten Einrahmungen aus farbigen Keramiken. Eine neu angelegte Goldene Rosentreppe oberhalb des Pleasuregrounds, die mit weißen und roten Rosen bepflanzt war, führte hinunter zum Seeufer. Lenné pflanzte einzelne größere Bäume, Pückler-Muskau hingegen jüngere eng aneinander, die sich im Wachstum gegenseitig in die Höhe trieben und mit dem herabfallenden Laub den Boden verbesserten.
Das ursprünglich 72 Hektar umfassende Gelände wurde im Laufe der Zeit durch Ankäufe und Schenkungen vergrößert. 1865 kam ein erheblicher Teil südlich des Babelsbergs hinzu. Otto Kindermann, der nach dem Tod seines Vaters Ferdinand Kindermann dessen Hofgärtnerstelle übernahm, fügte die Neuerwerbung harmonisch in den vorhandenen Gartenteil ein. 1875 hatte der Park die heutige Größe erreicht.
In den einzelnen Gestaltungsphasen wurden künstliche Seen angelegt. Auf der Anhöhe im nördlichen Teil das Schwarze Meer und das Wasserreservoir des Achterbeckens. Im Südwesten der Kindermannsee und im Südosten der Große See.
Lenné bezog den Stolper, heute Wannseer, Böttcherberg in die gartenkünstlerische Gestaltung des Babelsberger Parks ein. Die mit 67 m ü. NHN hohe Erhebung liegt – nur getrennt durch die Glienicker Lake – in unmittelbarer Nachbarschaft. Auf dem Berg entstand ein Aussichtsplatz (Rondell, Fächeraussicht) mit den für Lennés Werke typischen Sichtachsen, die zum Jungfernsee, Weißen See, Krampnitzer See und Griebnitzsee gerichtet waren. In der Nähe der höchsten Erhebung befindet sich die halbkreisförmig zum Park Babelsberg geöffnete Loggia Alexandra, die Prinz Carl 1869 zum Gedenken an die 1860 verstorbene Schwester Charlotte (Zarin Alexandra Feodorowna) errichten ließ.

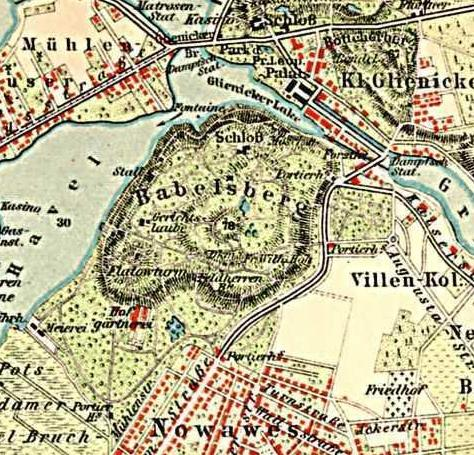
Park Babelsberg, um 1900

Nach dem Ende der Monarchie 1918 und der Ratifizierung des Gesetzes über die Vermögensauseinandersetzung zwischen dem Preußischen Staat und den Mitgliedern des vormals regierenden Preußischen Königshauses am 26. Oktober 1926 musste das Haus Hohenzollern einen Großteil seiner Schlösser an den preußischen Staat abtreten. Park und Schloss Babelsberg kamen 1928 in die Obhut der preußischen Schlösserverwaltung.
Nach dem Ende der Zeit des Nationalsozialismus und der sich anschließenden Besetzung Deutschlands durch die Alliierten kam der Park Babelsberg in die Hoheit der SMAD und deren deutscher Stadtverwaltung. Bereits ab 1945 wurden größere Flächen des Parks am Ufer der Havel als Strandbad genutzt. In den 1950er Jahren entstand auf der Fläche das Bezirkszentrum für maritime Ausbildung ‚Karl Liebknecht‘ im Auftrag der Gesellschaft für Sport und Technik (GST). Außerdem wurde am östlichen Ende des Parks in mehreren Bauabschnitten ein Studentenwohnheim-Komplex errichtet. Durch den Bau zweier Gebäude direkt hinter dem Schloss, in denen Hörsäle der Akademie für Staats- und Rechtswissenschaften der DDR untergebracht waren, wurden diese Bereiche für Parkbesucher unzugänglich. Den tiefsten Einschnitt erfuhr der nördlichste Teil des Parks durch den Bau der Berliner Mauer im Jahr 1961. Das Ufer an der Glienicker Lake bzw. am Teltowkanal wurde mit umfangreichen Grenzsicherungsanlagen vom Park abgetrennt und der Uferweg konnte somit nicht mehr öffentlich betreten werden.
Seit dem Mauerfall ist der Park wieder komplett zugänglich. Das Gelände ging in die Verwaltung der Stiftung Preußische Schlösser und Gärten Berlin-Brandenburg (SPSG) über, die den Park nach den ursprünglichen Plänen von Pückler und Lenné schrittweise rekonstruiert. Dabei wurde die Mehrzahl der während der DDR-Zeit im Park errichteten Gebäude wieder abgetragen. Lediglich drei Wohnheimgebäude von 1950/1951, sogenannte Laubenganghäuser, sollen bis mindestens 2040 erhalten bleiben.

## Parkanlage

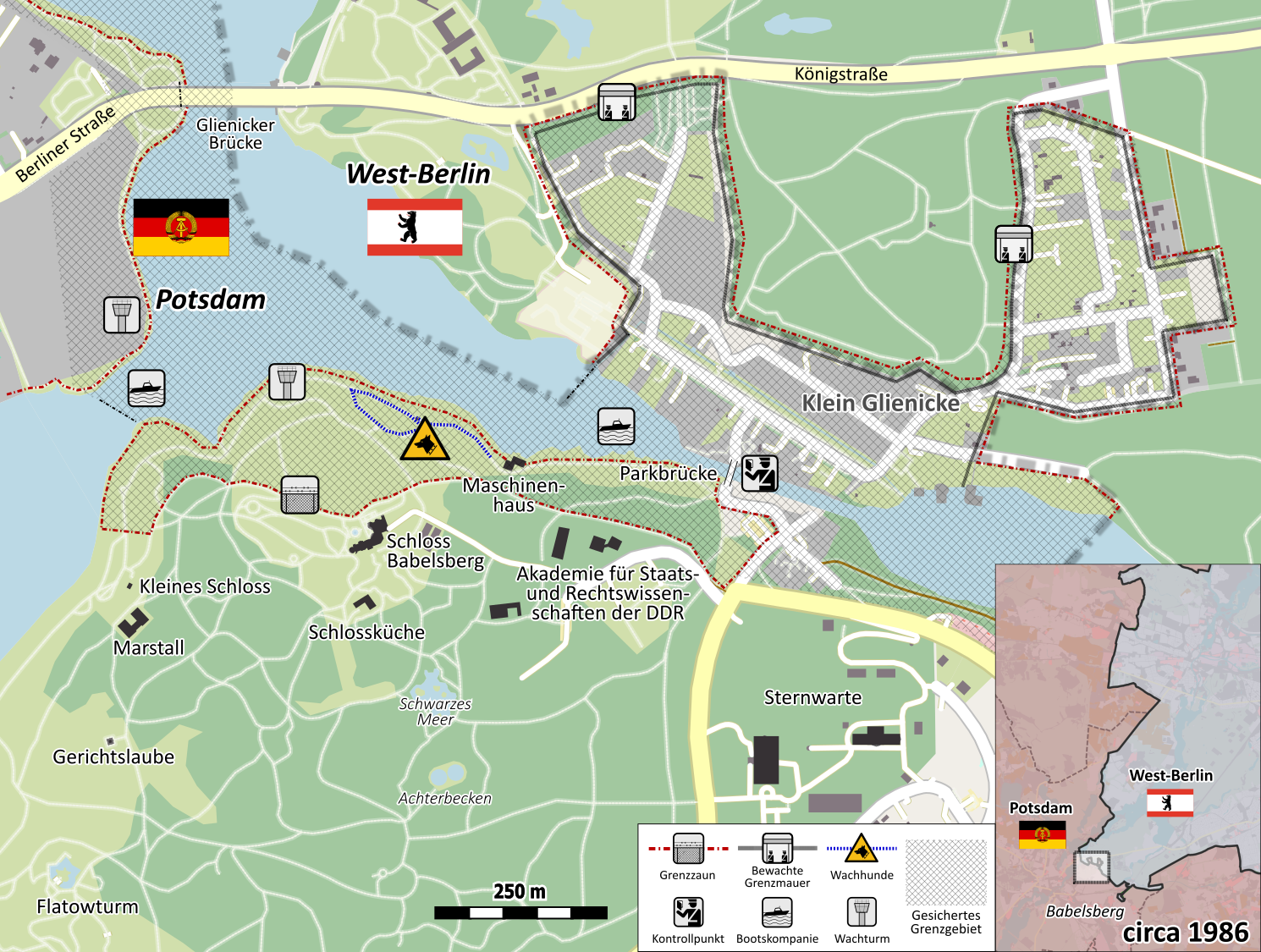
Nördlich von Schloss Babelsberg lag während der deutschen Teilung das Grenzgebiet zwischen West-Berlin und der DDR. Zur Fluchtunterbindung aus Potsdam nach West-Berlin ließ die Regierung der DDR in diesem Bereich ab 1961 Maschendrahtzäune, Hundelaufanlagen, Kolonnenwege und Grenztürme anlegen.

Der Park Babelsberg liegt östlich der Potsdamer Innenstadt am Tiefen See. Das Gelände erstreckt sich überwiegend auf dem Babelsberg. Während im Norden und Westen des Parks nur die schmalen Uferbereiche eben sind, existiert im Süden ein breiteres flaches Gelände. Der Hügel entsprach im 19. Jahrhundert mit seinen Gebäuden, Gartenarchitekturen, Aussichtspunkten und Ruheplätzen mit Symbolcharakter und dem Rundumblick in die Potsdamer Seenlandschaft den Vorstellungen eines Landschaftsparks. Auch der Park Sanssouci und der Neue Garten waren von dem Gelände gut zu erkennen. Mittlerweile verdeckt die Potsdamer Hochhaus-Silhouette teilweise aber die Sicht dorthin.

### Berg
Der für den Ort und Park namensgebende Babelsberg ragt mit seinem Gipfel 48 Meter über den Wasserspiegel der Havel auf (77 m ü. NHN). Er reicht im Osten noch einige hundert Meter über den Park hinaus, füllt ihn aber im Südwesten, wo er in flaches Gelände mündet, nicht völlig aus.

### Schloss Babelsberg

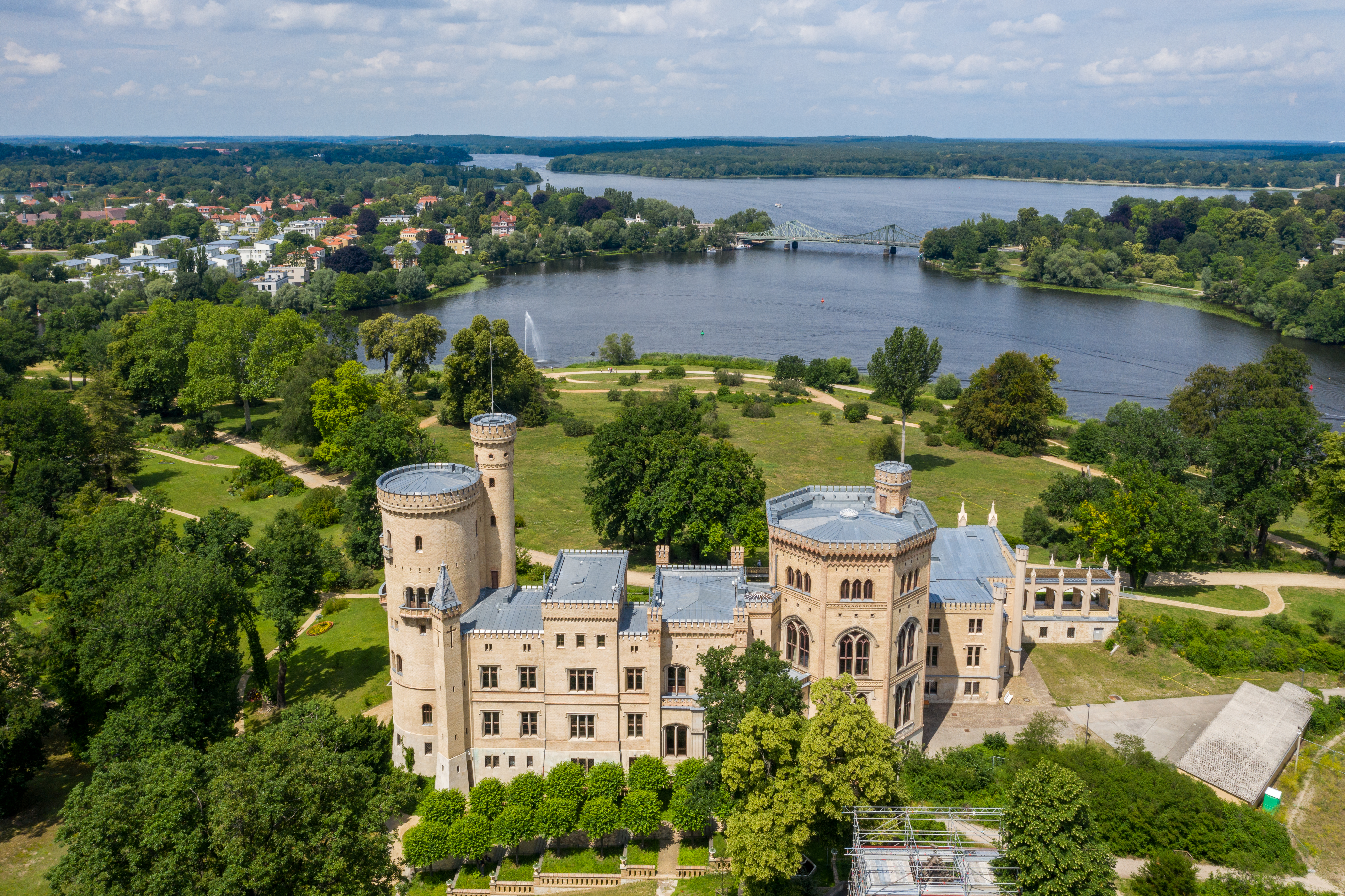
Sicht auf das Schloss Babelsberg an den Ufern der Havel und die Glienicker Brücke im Hintergrund

Hauptbauwerk im Park ist das neogotische Schloss Babelsberg. Es entstand zwischen 1834 und 1849 nach den Plänen von Karl Friedrich Schinkel und Ludwig Persius für Prinz Wilhelm, dem späteren König von Preußen und Deutschen Kaiser.

### Kleines Schloss

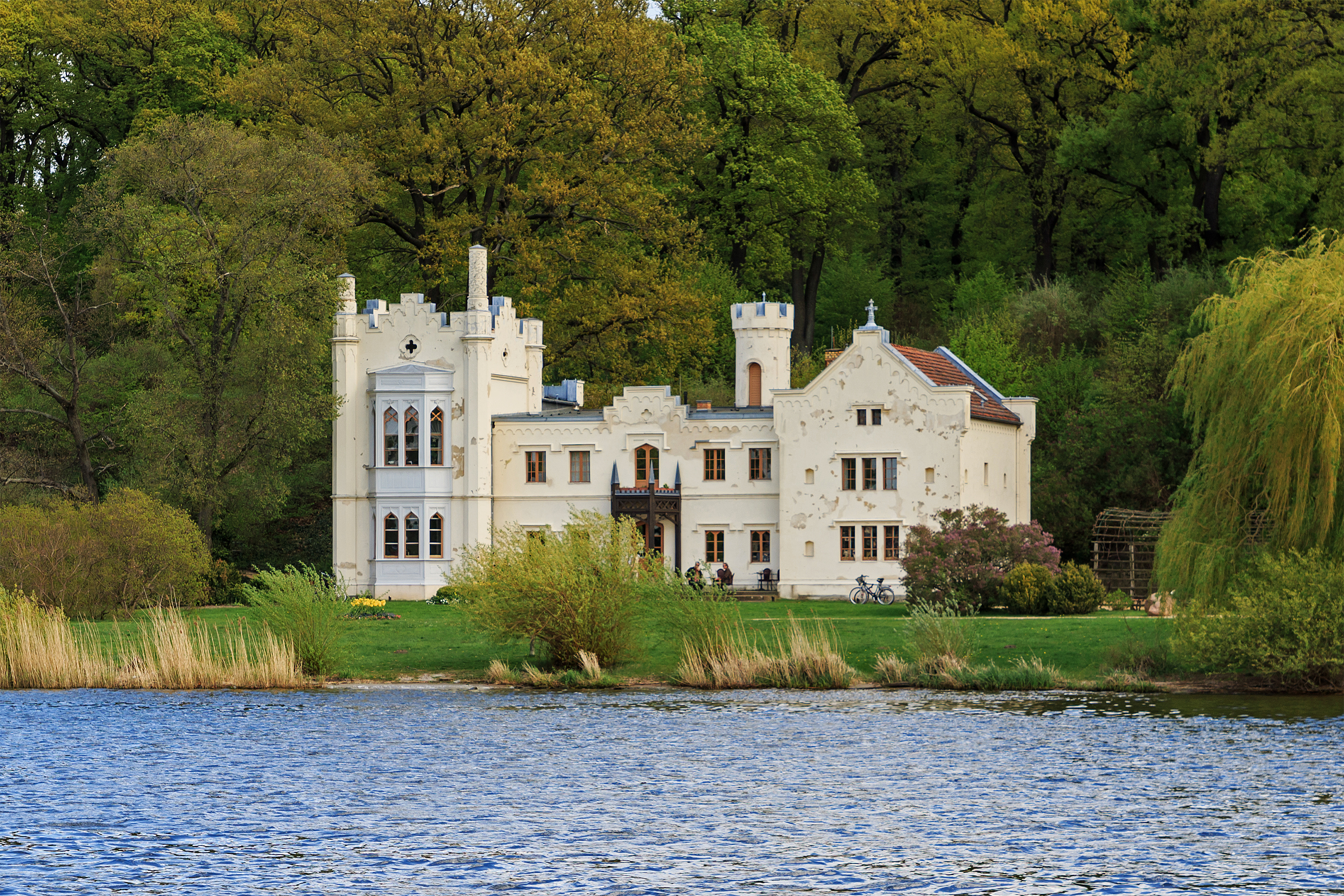
Kleines Schloss

Das Kleine Schloss, ein ehemals einfaches Gartenhaus nahe dem Havelufer, wurde erstmals 1833/1834 nach Entwürfen von Ludwig Persius umgebaut. Eine zweite Umgestaltung erfolgte ebenfalls unter Leitung des Architekten Persius 1841/1842 nach detaillierten Angaben der Prinzessin Augusta im Stil der englischen Tudor-Gotik. Das weiße Gebäude diente dem ältesten Sohn des Prinzenpaares, Friedrich Wilhelm, dem späteren Kaiser Friedrich III., noch bis nach seiner Heirat mit Victoria als Wohnsitz. Anschließend beherbergte es Hofdamen und Gäste.
Nach dem Tod Friedrich Wilhelms, 1888, geriet das Haus über Jahrzehnte in Vergessenheit, bis es der in Potsdam geborene Komponist und Dirigent Hans Chemin-Petit zwischen 1934 und 1945 als Mieter bewohnte. Nach dem Zweiten Weltkrieg erfolgte eine Nutzungsänderung als Erholungsheim der DEFA und seit 1950 wird das Kleine Schloss – mit kurzer Unterbrechung nach dem Bau der Grenzanlagen 1961 – bis in die heutige Zeit gastronomisch genutzt.

### Marstall
Auf halber Höhe des Berges, oberhalb des Kleinen Schlosses, wurde 1834–1839 der Marstall nach Entwurf von Eduard Gebhardt erbaut. Das schlicht verzierte, um 1861 nochmals veränderte und vergrößerte Gebäude in Hufeisenform diente zur Unterbringung der Pferde und Kutschen. Das Obergeschoss enthielt Dienstwohnungen.

### Matrosenhaus

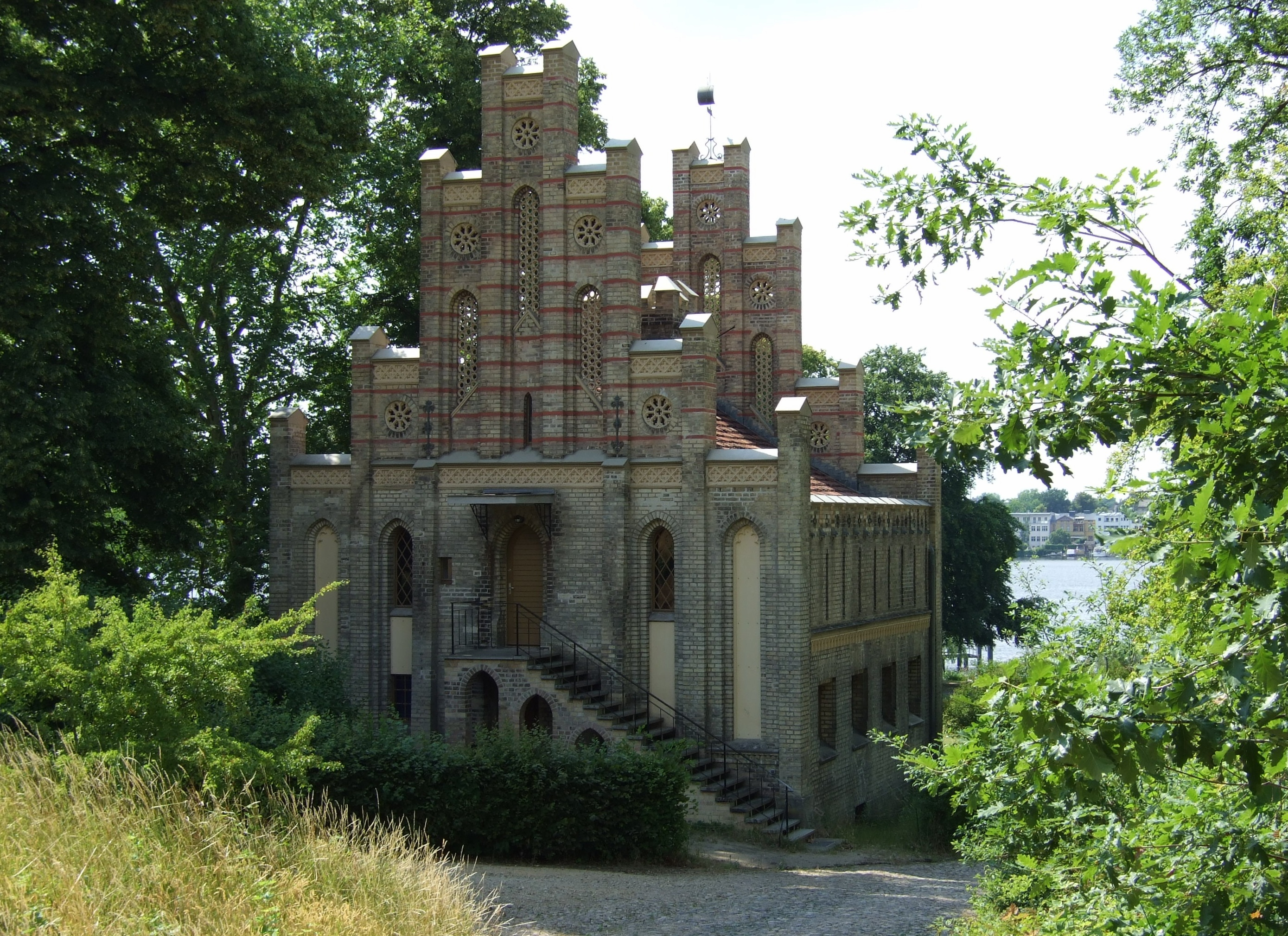
Matrosenhaus

Das zwischen Havelufer und Flatowturm gelegene Matrosenhaus wurde von Johann Heinrich Strack im Stil der deutschen Gotik entworfen und im Jahr 1842 eingeweiht. Es diente als Wohnhaus des Matrosen, dessen Aufgabe die Betreuung der Gondeln und Segelschiffe war. Die Staffelgiebel entstanden erst nach dem Umbau des Vorgängerbaus im Jahre 1868. Als Vorbild für diese Giebel diente das aus dem Mittelalter stammende Rathaus in Stendal.

### Flatowturm

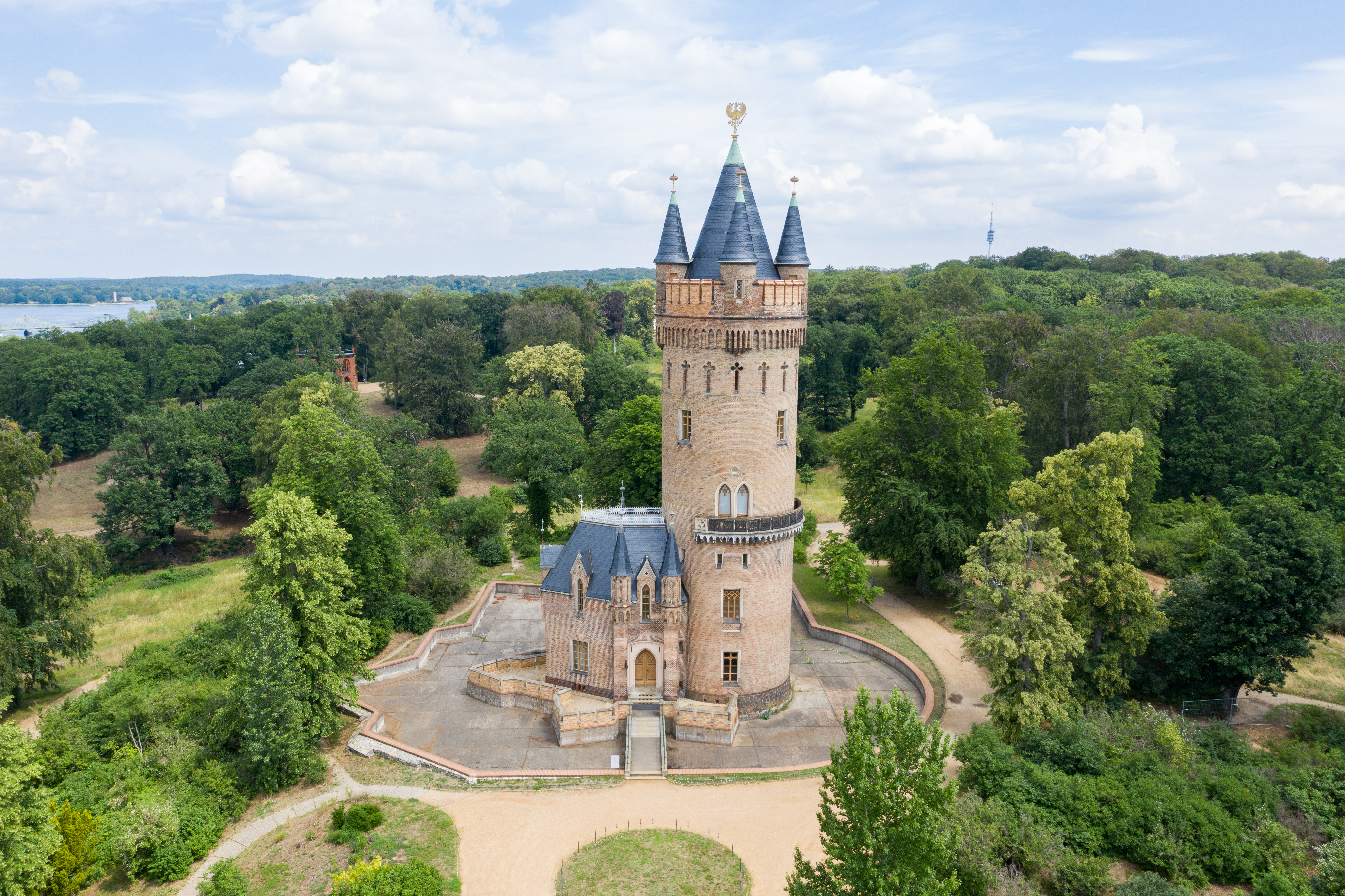
Flatowturm

An der Stelle einer holländischen Windmühle aus der Zeit Friedrichs des Großen, die 1848 abgebrannt war, wurde in den Jahren 1853–1856 der Flatowturm errichtet. Nach Plänen des Architekten Strack entstand unter Leitung von Moritz Gottgetreu ein 46 Meter hoher bewohnbarer Turm. Seinen Namen erhielt das Aussichtsgebäude nach der Domäne Flatow in Westpreußen. Dem neogotischen Belvedere wurde seitlich ein Burghaus angegliedert. Eine nicht mehr vorhandene Zugbrücke überspannte den um den Turm laufenden, sternförmigen Wassergraben. Ebenfalls nicht mehr vorhandene Kanonen auf Lafetten aus der Festung Rastatt und Standbilder von Landsknechten neben dem Eingang und einem Blumenrondell gaben dem Turm einen wehrhaften Charakter. Durch Vandalismus und Plünderungen nach 1945 kamen Möbel und Einrichtungsgegenstände abhanden.

### Dampfmaschinenhaus

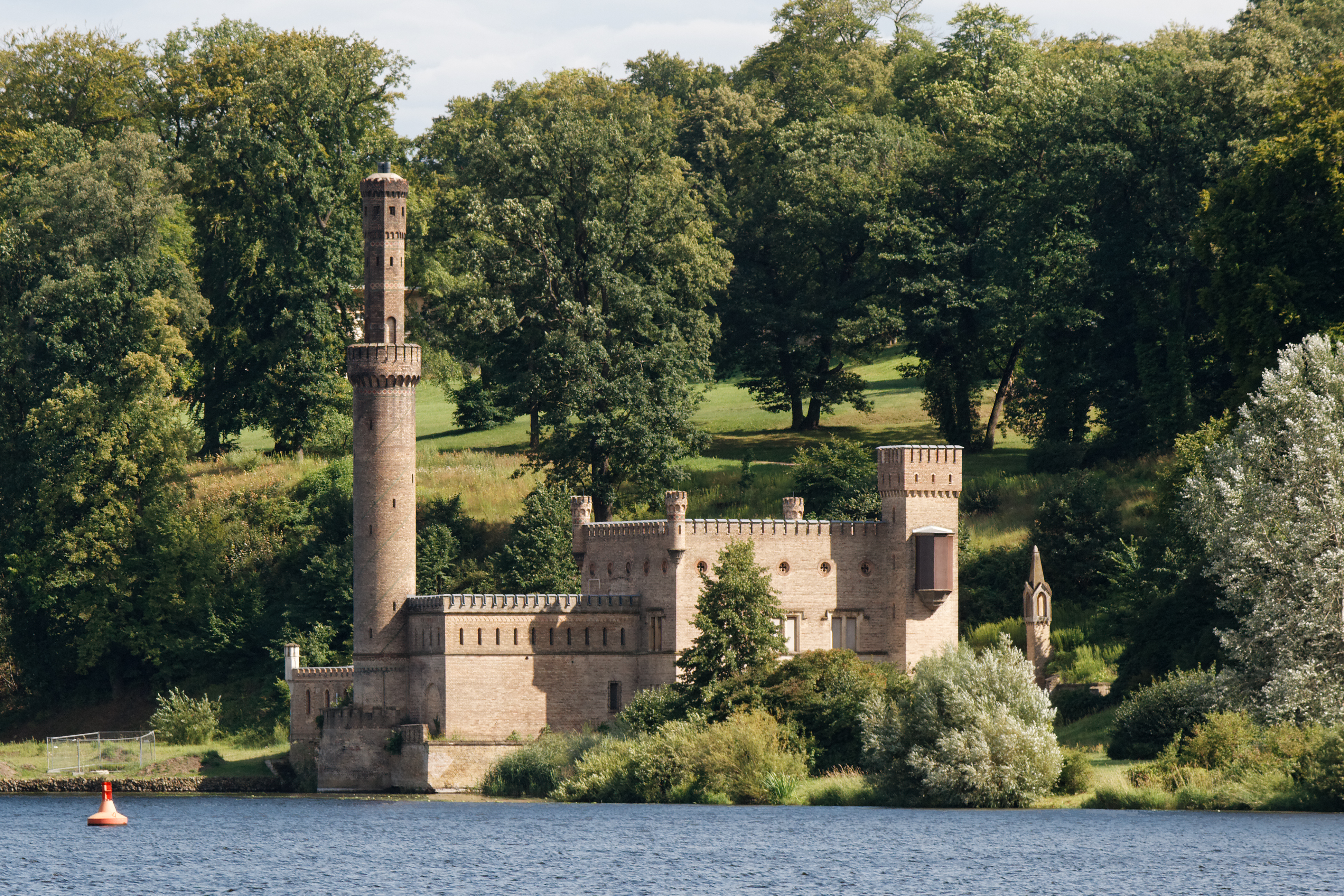
Dampfmaschinenhaus

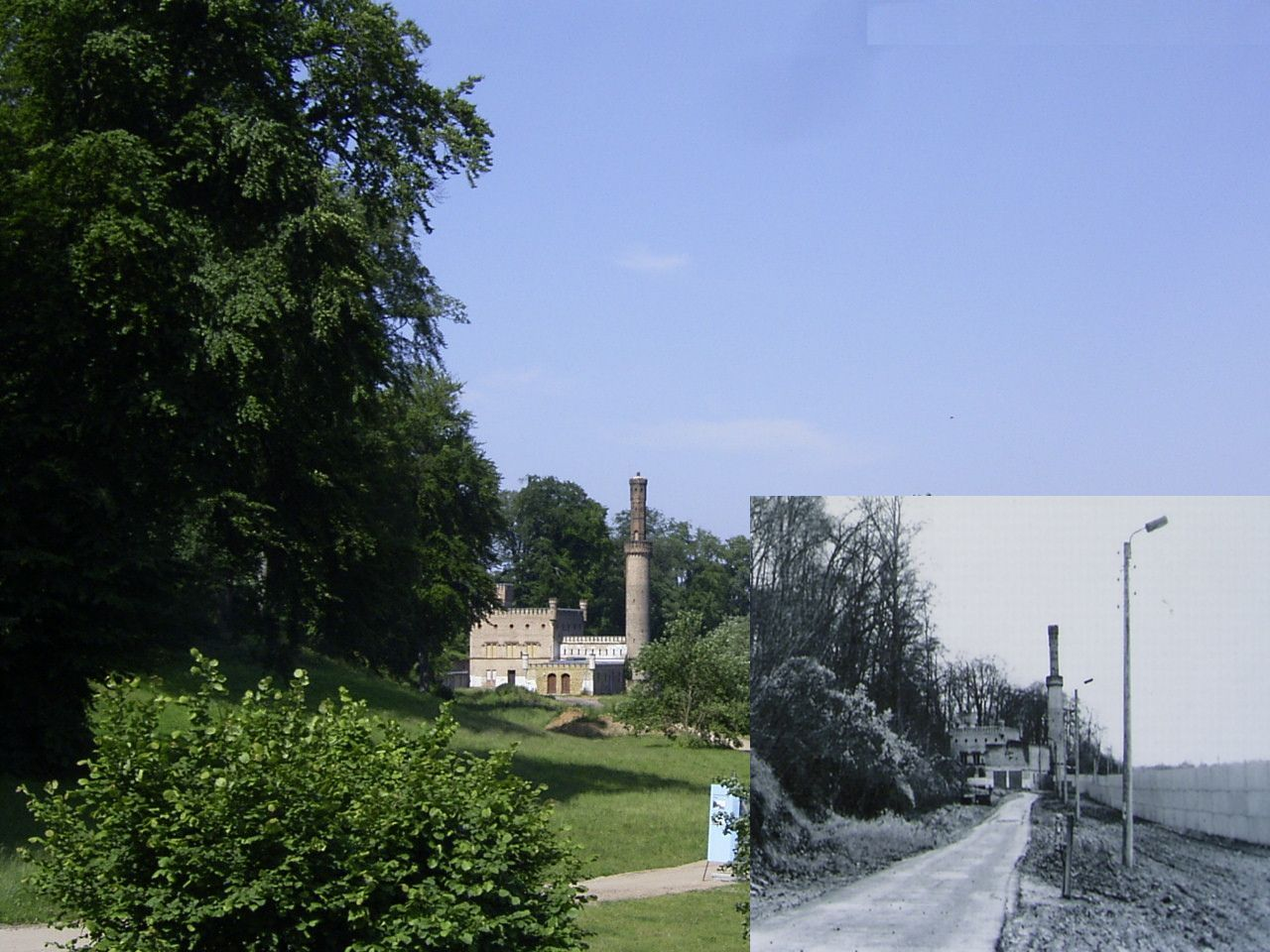
Dampfmaschinenhaus im Park Babelsberg:
Heute und vor 1989 mit der Grenzmauer (Fotomontage)

Am nördlichen Ende des Parks hielt durch den Bau des Dampfmaschinenhauses die technische Errungenschaft des 19. Jahrhunderts Einzug im Park Babelsberg. Nach Plänen von Ludwig Persius entstand es in den Jahren 1843–1845 zusammen mit der Anlage eines Bewässerungssystems unter der Leitung von Moritz Gottgetreu. Die für Persius typische Bauweise der Verbindung einfacher kubischer Baukörper wird ergänzt durch Zinnen, Türmchen und Erker. Diese Ausschmückung gibt dem Gebäude einen „normannischen“ Charakter und findet sich im Baustil der in diesen Jahren ebenfalls von Persius erweiterten Meierei im Neuen Garten wieder. Im Untergeschoss befanden sich die Kessel- und Maschinenräume, eine Werkstatt und die Wohnung des Maschinenmeisters. Das Obergeschoss bezog Graf von Pückler, der Hofmarschall des Prinzen Wilhelm I.
Die Widrigkeiten der Wasserversorgung, mit denen der Gartenarchitekt Lenné zu kämpfen hatte, waren durch den Bau des Dampfmaschinenhauses beseitigt: Fürst Pückler-Muskaus Gartengestaltung profitierte von der neuen Technik. Im Mai 1845 wurde die erste Fontänenanlage eingeweiht. Durch den Anbau einer neuen Maschinenhalle 1865 stand eine Dampfkraft von 65 PS für die Bewässerung des Parks zur Verfügung. Zu einem besonderen Schauspiel wurde die 40 Meter hohe Fontäne, die wie ein Geysir aus der Havel emporschoss. Nach dem Bau eines weiteren runden Wasserbeckens auf der Anhöhe, nun Achterbecken genannt, erhielt die Parkanlage eine ausreichende Wasserversorgung.
Zu Zeiten der Teilung Deutschlands stand das Dampfmaschinenhaus direkt im Grenzgebiet, war nicht zugänglich und verfiel zusehends.

### Gerichtslaube

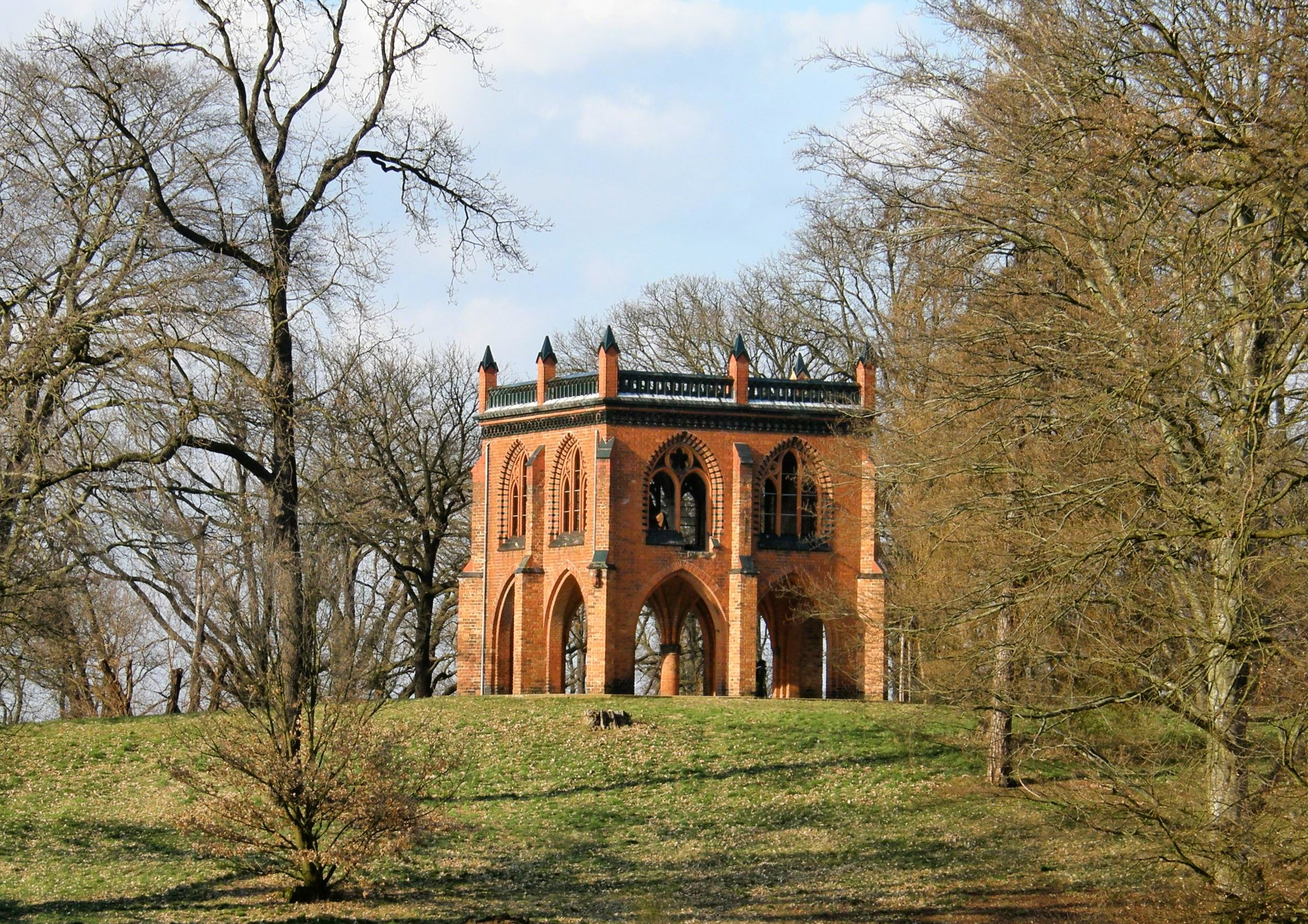
Ehemalige Berliner Gerichtslaube im Park Babelsberg

Weiter südlich, auf der Lennéhöhe, steht die ehemalige Berliner Gerichtslaube. Unter Verwendung von Originalteilen der aus dem 13. Jahrhundert stammenden Gerichtslaube aus dem Zentrum Berlins wurde sie 1871 nach Plänen von Heinrich Strack neu errichtet. Die originale mittelalterliche Verhandlungsstätte musste nach 1860 dem Neubau des Berliner Roten Rathauses weichen.
In dem kubischen Gebäude aus rotem Backstein wurde hinter den gotischen Fensteröffnungen im Obergeschoss ein Teezimmer eingerichtet. Der Mittelpfeiler der offenen Halle im Erdgeschoss stand als Symbol für die Linde oder Eiche, unter der die öffentlichen Gerichtsverhandlungen stattfanden. Auf dem Steinrelief rund um den Pfeiler symbolisieren Schweine Schlemmerei und Unzucht, der Adler die Raubgier, der Affe die Habsucht und die Sirenen stehen für Hass und Zorn. Der Vogelkörper mit Menschenkopf an einem Fassadeneckpfeiler ist eine mittelalterliche Spottfigur, der Kaak, ein Zeichen für Schimpf und Schande.

### Weitere Gebäude
Auf dem großen Gelände des Parks befinden sich verteilt verschiedene weitere Gebäude: ein Hofgärtnerhaus mit dazugehörenden Wirtschaftsgebäuden (1861–1865), ein Kutscherhaus, das älteste dieser Gebäude, um 1850 bauliche Veränderungen, ein Küchengebäude (1859–1860), das durch einen unterirdischen Gang mit dem Schloss verbunden ist sowie Pförtnerhäuser (1866–1880) an Parkeingängen im Osten und Süden, darunter das Havelhaus.

### Gartenarchitekturen
Die im Park Babelsberg aufgestellten Kleinarchitekturen sind fast ausschließlich in Verbindung mit militärischen Erfolgen der preußischen Armee zur Zeit Wilhelms I. zu sehen.

#### Standbild des Erzengels Michael

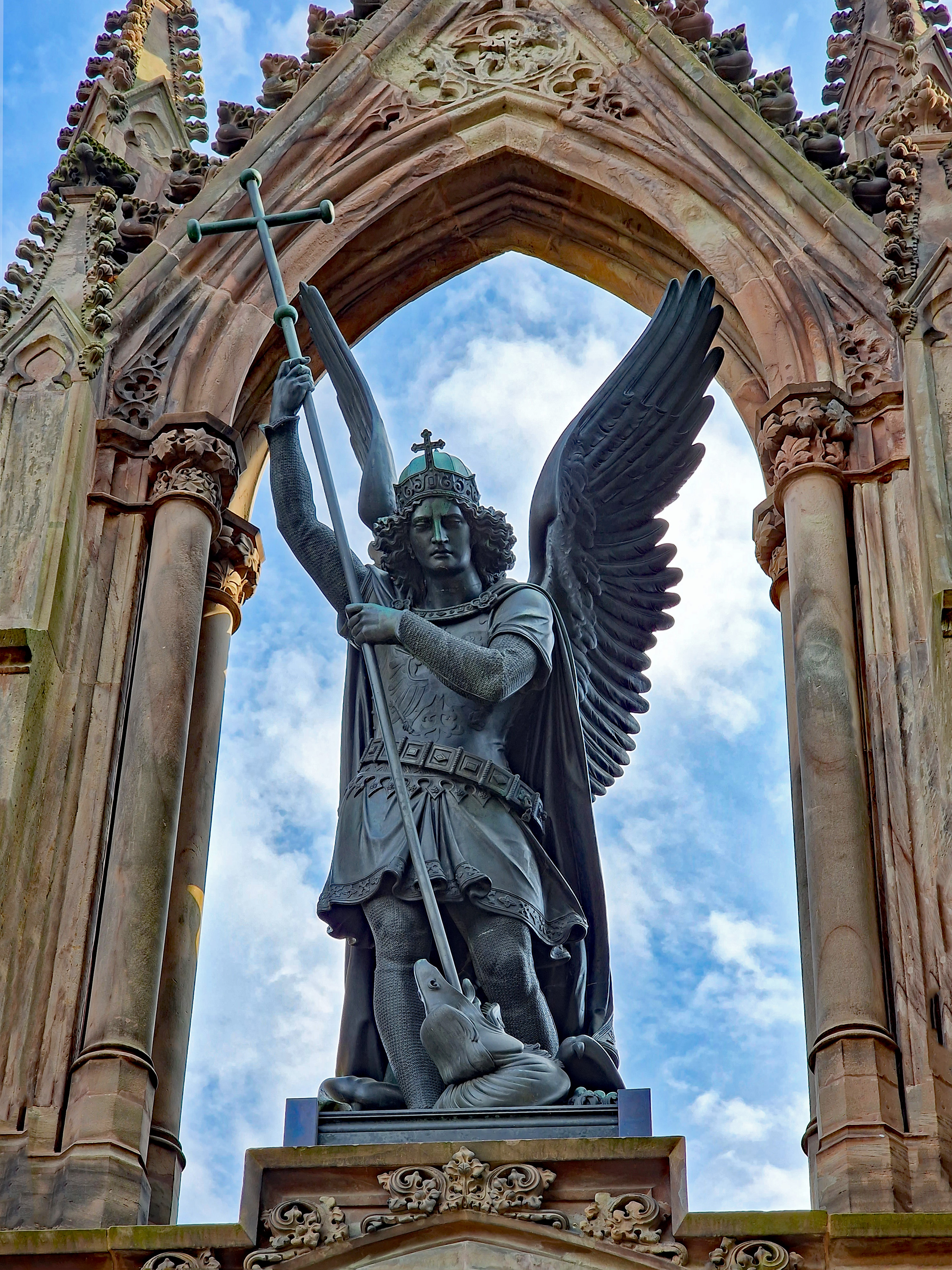
Erzengel Michael im Kampf mit dem Drachen

Auf der Rückseite des Schlosses Babelsberg wurde oberhalb der sogenannten Voltaire-Terrasse die Replik eines Denkmals aufgestellt, das an die im Badischen Aufstand 1848 gefallenen preußischen Soldaten erinnert. Das aus rotem Sandstein in gotischen Formen erschaffene Original, steht auf dem Friedhof in Karlsruhe. Die Plastik des Erzengels im oberen Spitzbogenfenster stammt aus der Werkstatt des Bildhauers August Kiss, einem Schüler von Christian Daniel Rauch.
König Friedrich Wilhelm IV. schenkte diese Architektur seinem Bruder Wilhelm I. nach der erfolgreichen Niederschlagung der Aufstände am Oberrhein, wo die preußischen Truppen unter Prinz Wilhelms militärischem Befehl standen. Das Volk schenkte ihm den Beinamen „Kartätschenprinz“, weil er in Berlin und anderswo mit rücksichtsloser Härte gegen die Aufständischen vorging.

#### Bildstöckel
Eine von Linden und Bänken umgebene Betsäule steht unterhalb des Pleasuregrounds am Ufer der Havel. Sie ist ein Geschenk des Großherzogs Leopold von Baden an Prinz Wilhelm, ebenfalls als Erinnerung an dessen Sieg im Badischen Feldzug.

#### Siegessäule
Auf dem Babelsberg, der Friedrich-Wilhelm-Höhe, ließ der seinerzeit regierende Wilhelm I. zur Erinnerung an den 1866 gewonnenen Preußisch-Österreichischen Krieg eine Siegessäule aufstellen.
Sie besteht aus dem übrigen Reststück des Großen Markgrafensteins, aus dem 1826 die Granitschale vor dem Berliner Alten Museum gearbeitet wurde. Die bronzene Siegesgöttin und das Kapitell sind nach einem Modell des Bildhauers Christian Daniel Rauch gefertigt. Die im Sockelbereich angebrachten Medaillen sind vergrößerte Nachbildungen der in den preußischen Kriegen verliehenen Auszeichnungen.

## UNESCO-Weltkulturerbe

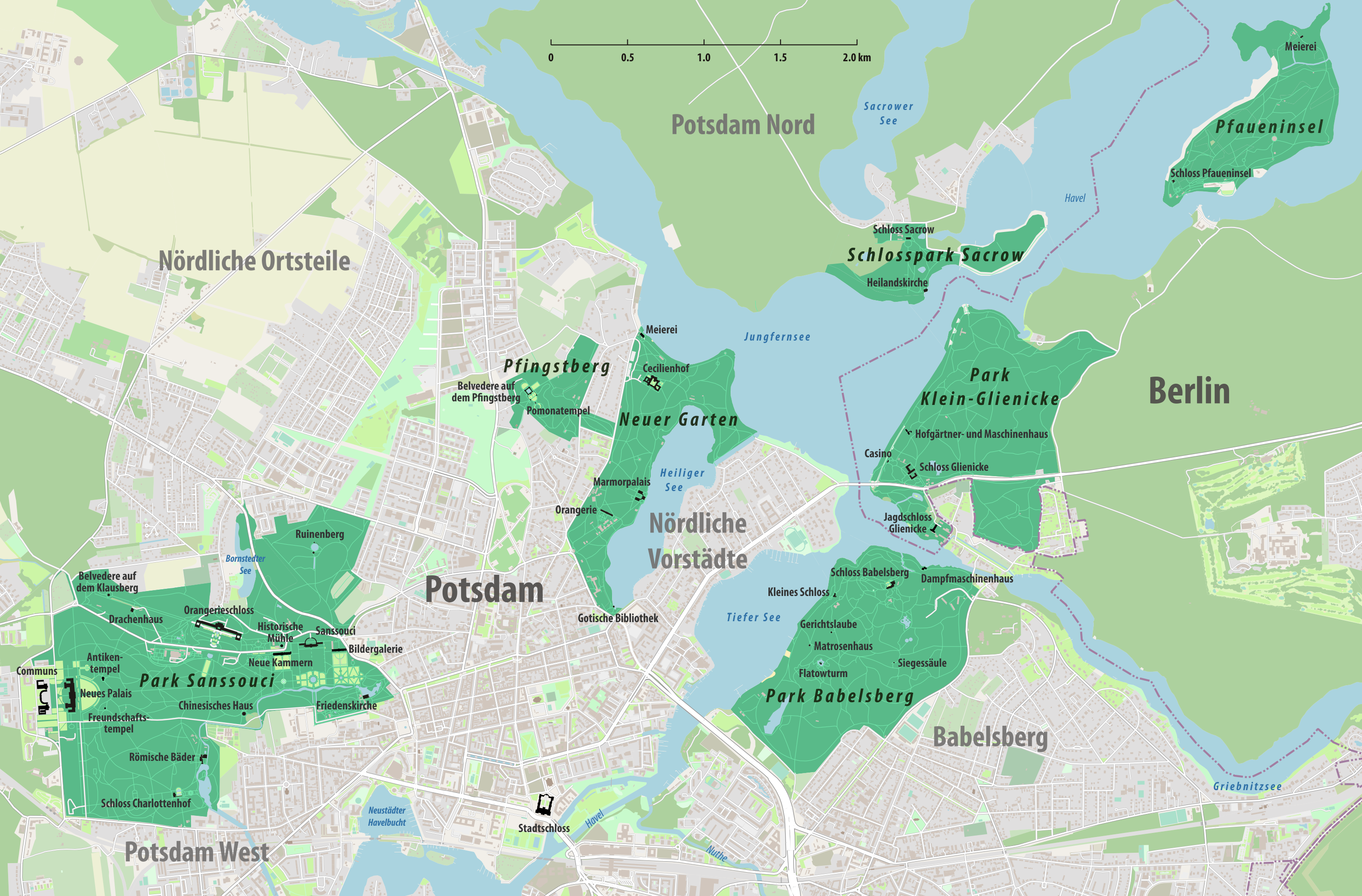
Übersichtskarte der Gesamtanlage Schlösser und Parks von Potsdam und Berlin mit dem Park Babelsberg in der Mitte unten

Bereits 1990 wurde die gesamte Potsdamer Kulturlandschaft auf gemeinsamen Antrag beider deutscher Staaten zum UNESCO-Welterbe erklärt. Seitdem gehören die Parkanlagen Sanssouci, Neuer Garten, Babelsberg, Glienicke und die Pfaueninsel mit ihren Schlössern sowie seit 1992 Schloss und Park Sacrow mit der Heilandskirche zum Weltkulturerbe. 1999 wurde das Potsdamer Welterbe um 14 Denkmalbereiche erweitert, darunter Schloss und Park Lindstedt, die russische Kolonie Alexandrowka, das Belvedere auf dem Pfingstberg, der Kaiserbahnhof und die Sternwarte am Babelsberger Park. Insgesamt erstreckt sich das Welterbe auf rund 500 Hektar Parkanlagen mit 150 Gebäuden aus der Zeit von 1730 bis 1916. Die Berlin-Potsdamer Kulturlandschaft ist damit die größte der deutschen Welterbestätten.
Das Ensemble erfüllt die Ansprüche gemäß den Kriterien I, II und IV der UNESCO. Es ist zuerst eine einzigartige künstlerische Leistung, ein Meisterwerk des schöpferischen Geistes (I). Es hat beträchtlichen Einfluss auf die Entwicklung der Architektur, des Städtebaus und der Landschaftsgestaltung ausgeübt (II). Zudem ist es ein herausragendes Beispiel von architektonischen Ensembles oder einer Landschaft, die bedeutsame Abschnitte in der menschlichen Geschichte darstellen (IV).

## Verwaltung
Der Park Babelsberg wird seit den 1990er Jahren durch die Stiftung Preußische Schlösser und Gärten Berlin-Brandenburg (SPSG) betreut und verwaltet.
Teile der Bevölkerung Babelsbergs stören sich an der Parkordnung der SPSG, die sie als zu einschränkend empfinden. Streitpunkte sind u. a. das Verbot, Parkwiesen als Spielwiesen zu nutzen, das Badeverbot außerhalb des Strandbads und das Fahrradfahrverbot. Eine Bürgerinitiative bemühte sich um die Änderung der Parkordnung und konnte erreichen, dass auf einigen Hauptwegen des Parks, u. a. auf dem Berliner Mauerweg, das Fahrradfahren seit 2008 wieder erlaubt ist.

## Öffentliche Präsentationen

### Ausstellungen
- 2017: Pückler. Babelsberg. Der grüne Fürst und die Kaiserin. Schloss Babelsberg, Potsdam.[8]

### Filme
- Die Pracht von Babelsberg. Pücklers Paradies an der Havel. Dokumentarfilm, Deutschland, 2017, 44:20 min, Buch und Regie: Grit Lederer, Produktion: rbb, Erstsendung: 30. Mai 2017 bei rbb Fernsehen, Inhaltsangabe von rbb, mit Online-Video, aufrufbar bis zum 29. August 2018.